# Takeshi Watanabe
Takeshi Watanabe (giapponese: 渡辺毅; Fujieda, 10 settembre 1972) è un ex calciatore giapponese, di ruolo difensore.

## Carriera

### Club
Ha giocato dal 1995 al 2004 esclusivamente con la maglia del Kashiwa Reysol, segnando 17 reti in 281 partite.

### Nazionale
Nel 1997 ha ottenuto una presenza nella nazionale giapponese.

## Palmarès

### Club

#### Competizioni nazionali
- Coppa J.League: 1

Kashiwa Reysol: 1999